# 国際演劇評論家協会日本センター
国際演劇評論家協会日本センターは、ユネスコの下部組織でパリに本部を置く国際演劇評論家協会の日本センター（日本支部）で、日本における唯一の演劇評論家の全国組織。略称はAICT。

## 概要
日本センター略称のAICTは、フランス語Association Internationale des Critiques de Theatreの略。英語ではIATC（International Association of Theatre Critics）で、IATCを略称としている国もある。
AICTは、舞台芸術評論を確固たる分野として育成し、その方法論的基盤の発展に寄与し、舞台芸術—般についての国際会議や交流を奨励し、異文化間の相互理解を深めることに重点を置いて活動している。
AICT日本センターは1979年から創立準備が始まり、1980年に世界本部に設立報告をし、1981年に第一回総会が開催され、岩淵達治が初代会長に就任した。その後、野村喬、石沢秀二、大笹吉雄、扇田昭彦、西堂行人、新野守広、山本健一が会長を務めた。2021年現在の会長は本橋哲也、事務局長は塚本知佳である。日本センターには、2020年現在、全国約100名の演劇評論家が所属している。
入会は、舞台芸術の評論家として最低3年間新聞・雑誌、ラジオ・テレビなどで活動しているか、舞台芸術についての著書を有する者が、会員２名の推薦で運営委員会を経て、総会で承認されなければならない。

## 日本センターの活動
日本センターの主な活動は次の通りである。
- 1994年に創刊された演劇批評誌『シアターアーツ』（晩成書房刊、現在は紙の本誌は年1回刊、Webマガジンを毎月更新）を通じ、演劇批評の水準の向上につとめつつ若手評論家の育成を続ける[3]。
- 年1回優れた著作・論考にAICT賞、若手評論家の未発表の投稿論文にシアターアーツ賞を授与する。
- 二年に1度のAICT本部主催の世界大会に会員2名を派遣し、我が国の演劇批評周辺の諸問題を報告・討論し、評論家間の国際交流を進める。
- 公開シンポジウム『シアター・クリテイック・ナウ』を年一回開催し、評論家と芸術家と観客が、現在の舞台芸術が直面する多様な問題を共に考える機会を提供する[4]。

2016年には、日本センター編集で『「轟音の残響」から－震災・原発と演劇－』（晩成書房）を刊行した。
1993年には、初の地方支部として関西支部が設立され、大川達雄初代支部長、市川明、中西理、瀬戸宏を経て、現在は上念省三が支部長である。関西地区演劇批評の活性化をめざして、関西地区でのシアター・クリテイック・ナウ開催、評論集『阪神大震災は演劇を変えるか』（晩成書房）編集などの活動をおこなってきた。2004年からは演劇批評誌『Act』（あくと）を編集発行している。